# Celler Cecilio
Celler Cecilio és un celler fundat l'any 1942 per Cecilio Vicent, situat a Gratallops dins la Denominació d'Origen Qualificada Priorat.
La seva producció anual és de 21.000 litres que s'elaboren en 9 hectàrees. L'any 2009 exportà el 60% de la seva producció. Les seves marques són Celler Cecilio i sobretot L'Espill, al que Robert Parker va atorgar la qualificació de 91.

## Història

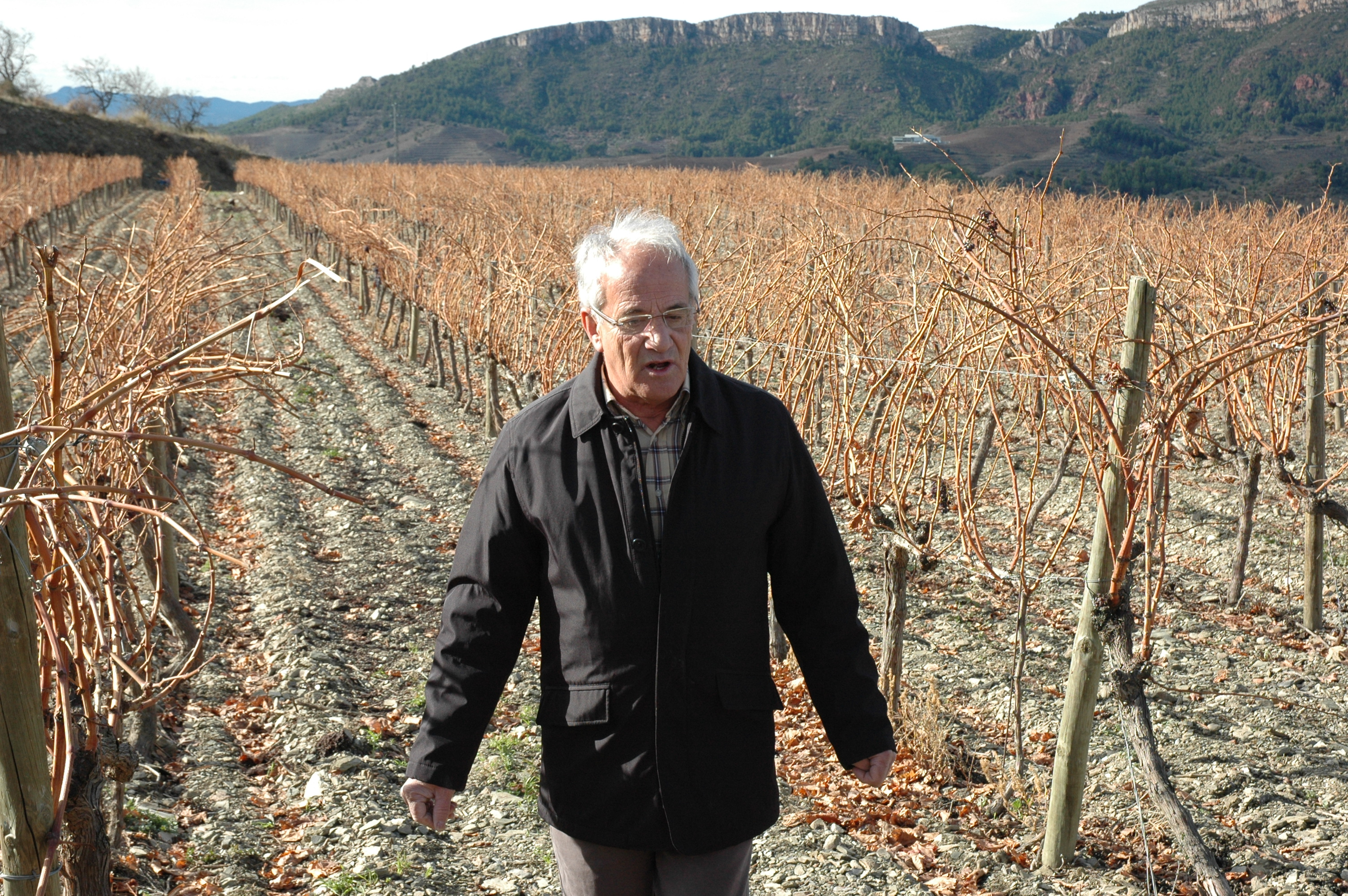
August Vicent en una de les seves vinyes de Gratallops. Al fons a la dreta la serra de Llangossets

Cecilio Vicent, nascut a La Vilavella, Castelló, arriba a Gratallops amb la voluntat de recuperar les vinyes que la família de la seva dona tenia al poble. Així, va iniciar les seves passes vitivinícoles entrant a formar part de la Cooperativa Vinícola de Gratallops. Més endavant, per poder enviar vi al seu poble natal, va haver de fundar el seu propi celler. Avui és el seu fill August Vicent, amb el suport de tota la família, qui s'encarrega del celler, amb la incorporació de les noves tecnologies tot i que mantenint l'esperit tradicional, tant en l'elaboració com en l'estètica de les seves instal·lacions.